# Nhà thờ chính tòa Marseille
Nhà thờ Marseille (tiếng Pháp: Cathédrale Sainte-Marie-Majeure de Marseille hoặc Cathédrale de la Major) là một nhà thờ Công giáo La Mã, và một di tích quốc gia của Pháp, nằm ở Marseille. Nó đã là một tiểu vương quốc kể từ năm 1896. Đây là trụ sở của Tổng giáo phận Marseille (trước đây là Giáo phận Marseille cho đến khi giáo phận được nâng cấp thành tổng giáo phận vào năm 1948).

## Nhà thờ cũ
Một phần của nhà thờ trước đó, nhỏ hơn nhiều vẫn còn, bên cạnh nhà thờ mới. Nó được xây dựng vào thế kỷ thứ 12 theo phong cách La Mã đơn giản. Hai gian của giữa giữa đã bị phá hủy vào những năm 1850, khi nhà 

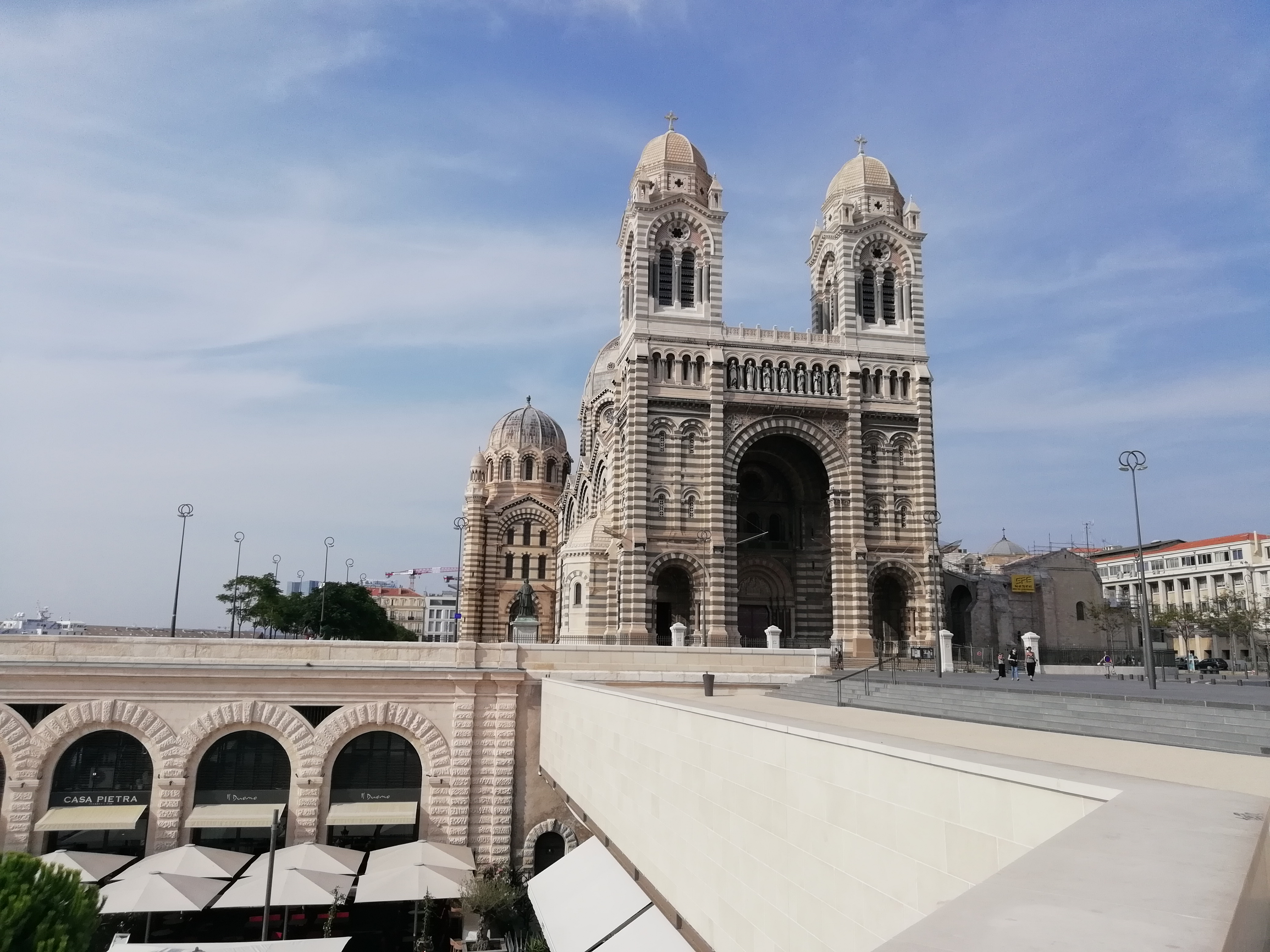
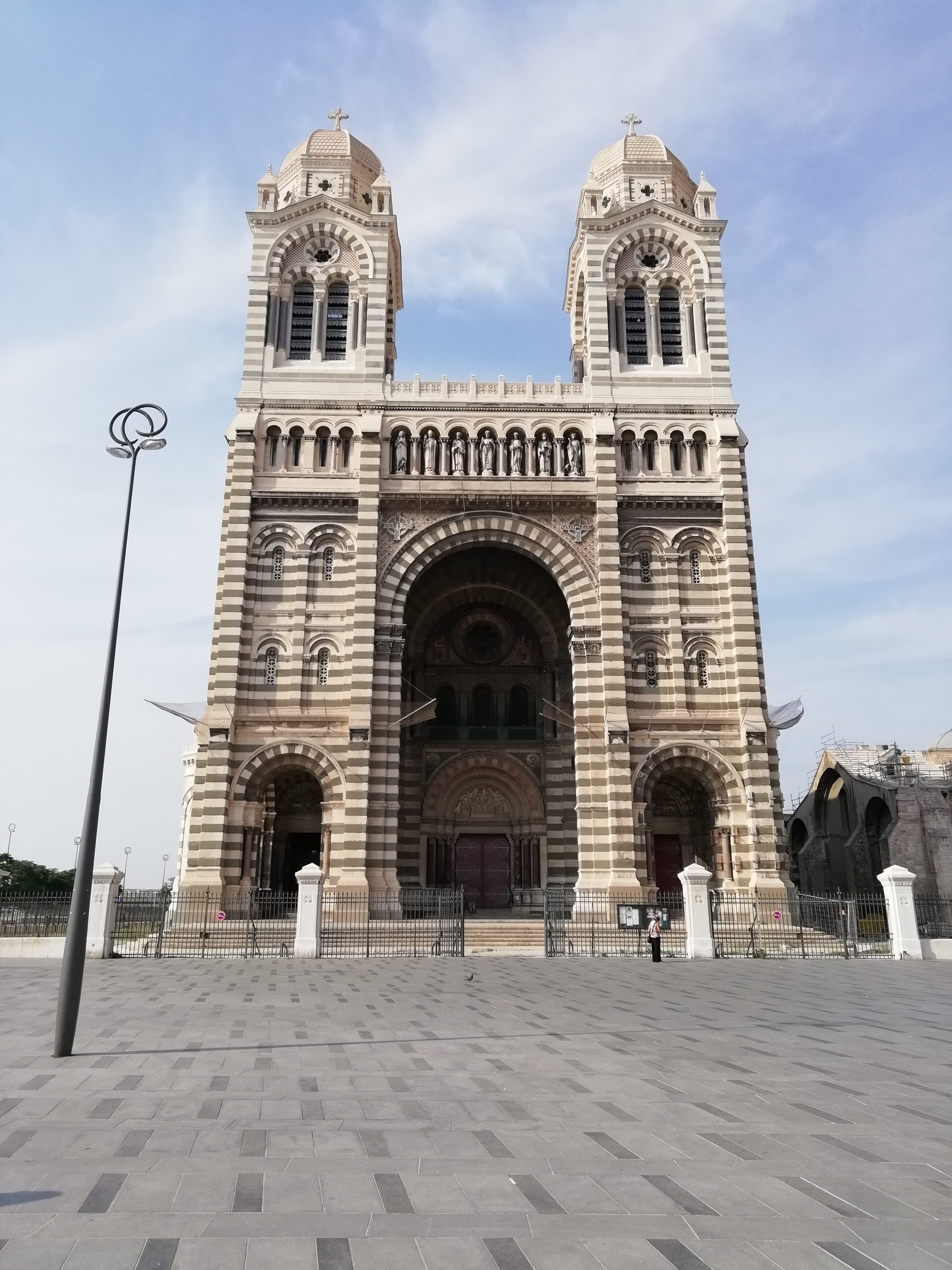

thờ mới được xây dựng. Những gì còn lại là hợp xướng và một vịnh của gian giữa. Nó thường được gọi là "Vieille Major". Nhà soạn nhạc Charles Desmazures là người chơi organ tại nhà thờ cũ.